# Pristimantis riveroi
Pristimantis riveroi är en groddjursart som först beskrevs av Lynch och La Marca 1993.  Pristimantis riveroi ingår i släktet Pristimantis och familjen Strabomantidae. IUCN kategoriserar arten globalt som otillräckligt studerad. Inga underarter finns listade i Catalogue of Life.